# 8e division blindée (Algérie)
Pour les articles homonymes, voir 8e division.
La 8e division blindée est une division blindée algérienne qui a participé à la guerre du Kippour. Depuis les années 1990, elle est aussi orientée dans la lutte antiterroriste.

## Historique
Au départ elle est connue sous le nom de 8e Brigade blindée créée en 1970 et basée à Teleghma dans le Constantinois. Elle est alors dirigée par le capitaine Abdelmalek Guenaizia et prendra part à la guerre israélo-arabe de 1973 en intervenant dans le Sinaï. Elle restera engagée d'octobre 1973 à juin 1975.
Elle sera ensuite déployée en 1976 au niveau de la frontière algéro-marocaine à El Aricha puis sera ensuite transférée dans les années 1980 à Tindouf.
Elle sera élevée au rang de division blindée en 1990 et depuis, basée à Ras El Ma, dans la wilaya de Sidi Bel Abbes.

## Garnisons
- 1970 - 1980 à Teleghma (Constantine)
- 1976 - 1980 à El Aricha (Tlemcen)
- 1980 - 1990 à Tindouf
- Depuis 1990 à Ras El Ma (Sidi Bel Abbes)

## Chefs de corps
- Capitaine Abdelmalek Guenaizia (1970-1974)
- Commandant Lakehal Ayat (1974-1979)
- Commandant Abdelmadjid Cherif (1979-1981)
- Commandant Liamine Zeroual
- Hocine Benhadid (1976-1980)
- Adjoint chef Benzahi Yahia (1978-1980)
- Colonel (ensuite général) Djamel Abela (2004-2014)
- Géneral Fodil